# Fujimi
Fujimi (jap. 富士見市 Fujimi-shi) – miasto w Japonii, w prefekturze Saitama. Ma powierzchnię 19,77 km². W 2020 r. mieszkało w nim 111 881 osób, w 50 916 gospodarstwach domowych  (w 2010 r. 106 746 osób, w 44 683 gospodarstwach domowych). 10 kwietnia 1972 Fujimi-machi zostało przemianowane na Fujimi-shi.